# كونور جيبس
كونور جيبس (بالإنجليزية: Connor Gibbs)‏ ممثل أمريكي ولد في 2 فبراير 2001 في كاليفورنيا في الولايات المتحدة الأمريكية بدأ مشواره الفني عام 2007 .

## روابط خارجية
- كونور جيبس على موقع IMDb (الإنجليزية)
- كونور جيبس على موقع ألو سيني (الفرنسية)
- كونور جيبس على موقع قاعدة بيانات الفيلم (الإنجليزية)
- كونور جيبس على موقع كينوبويسك (الروسية)